# Lucy Railton
Lucy Railton est une violoncelliste et compositrice britannique, qui travaille aussi bien dans le domaine de la musique classique que dans celui de la musique improvisée.

## Biographie
Railton étudie d'abord le violoncelle au Conservatoire de musique de la Nouvelle-Angleterre à Boston, puis à la Royal Academy of Music de Londres, où elle a obtenu son diplôme en 2008.
Railton travaille en tant que soliste et musicienne de chambre, mais aussi avec des ensembles tels que le London Sinfonietta, le Britten Sinfonia et l'Ensemble Plus Minus. Dans ses programmes en tant que soliste, elle interprète aussi bien des œuvres canoniques, comme celles de Bach (album ECM de Fred Thomas) ou de Giacinto Scelsi, que des pièces de compositeurs moins connus et plus jeunes. Sa version de Louange à l'Éternité de Jésus d'Olivier Messiaen est publiée par Modern Love (2020).
En 2008, Railton fonde la série de musique contemporaine Kammer Klang au Cafe Oto, dont elle a été la commissaire pendant dix ans ; plus tard, elle cofonde le London Contemporary Music Festival.

## Composition
En 2018, Railton sort son premier album, Paradise 94, qui contient des collaborations avec Beatrice Dillon et Kit Downes, sur le label Modern Love.   
Avec Peter Zinovieff, elle présente en 2020 l'album RFG Inventions for Cello and Computer chez PAN. La même année, l'improvisation Lament in Three Parts de Railton est publiée chez TakuRoku, et sa composition Forma est sortie chez Portraits GRM. 
En 2021, Subaerial est créé avec Kit Downes à l'orgue d'église. 
En 2023, son deuxième album solo Corner Dancer est sorti chez Modern Love. L'album est designé comme « album de la semaine » par Michael Lavorgna, et décrit comme l'un des meilleurs albums de 2023 par Jennifer Lucy Allan. 

## Discographie

### Œuvres solo
- Paradise 94 (Modern Love, 2018)
- Forma (Editions Mego, Portraits GRM, 2020)
- Lament in Three Parts (TakuRoku, 2020)
- 5 S-Bahn (Boomkat, 2020)
- Corner Dancer (Modern Love, 2023)

### Collaborations
- RFG Inventions For Cello And Computer, avec Peter Zinovieff (PAN, 2020)
- Subaerial, avec Kit Downes (SN Variations, 2021)
- Fragments Of Reincarnation, avec Michiko Ogawa (Another Timbre, 2023)

### Interprète
- Thomas Strønen, Time Is A Blind Guide (ECM, 2015)
- Kit Downes, Dreamlife of Debris (ECM, 2019)[8]
- Louange À L’Éternité De Jésus, de Olivier Messiaen (Modern Love, 2020)
- Three Or One, J. S. Bach, avec Fred Thomas, Aisha Orazbayeva (ECM, 2021)
- Laurel Halo, Atlas (Awe, 2023)[9]
- Kali Malone, Does Spring Hide Its Joy (Ideologic Organ, 2023)[10]